# Slave to the Wage
Singles de Placebo
Taste in Men Special K
Slave to the Wage est une chanson du groupe de rock Placebo. C'est la huitième piste de l'album Black Market Music. Il s'agit du deuxième single de l'album.
Le sample utilisé sur ce morceau a été emprunté à Texas Never Whispers de Pavement.
Dans cette chanson, Placebo exhorte ses auditeurs à poursuivre leurs rêves, à fuir « ce labyrinthe pour rats, pour rats de laboratoire, cette course jusqu'à la mort », « l'élevage de Maggie » (qui fait directement référence à la chanson de Bob Dylan et à Margaret Thatcher), et le dictat de la société « Trouve un boulot, marie-toi, aie 2.4 enfants, 1.2 poisson rouge, 3.6 voitures... » (Brian Molko). Paraissant naïve, cette chanson est pourtant profondément ancrée dans le mouvement contestataire qui survint en Angleterre en 1999 et 2000 contre le libéralisme économique.

## Liste des titres du single
- Liste des titres, CD1

1. Slave to the Wage - radio edit
2. Leni
3. Bubblegun

- Liste des titres, CD2

1. Slave to the Wage
2. Holocaust
3. Slave to the Wage - remix